# Gerhard Schramm (Eisenbahningenieur)
Gerhard Max Schramm (* 23. Juni 1903 in Worle im Kreis Neustadt in Westpreußen; † 21. Juni 1998 in Kirchseeon) war ein deutscher Eisenbahningenieur, Beamter und Hochschullehrer.

## Leben
Geboren als Sohn des Fabrikdirektors Max Schramm besuchte Gerhard Schramm das Humanistische Gymnasium in Neustadt. Zum Sommersemester 1920 ging er zum Studium des Bauingenieurwesens an die Technische Hochschule Danzig und wurde dort noch im gleichen Semester Mitglied des Corps Baltica. Zum Wintersemester 1922 wechselte er an die Technische Hochschule München. Im Oktober 1924 schloss er dort das Studium als Dipl.-Ing. ab. Von 1925 bis 1926 war er Statiker und Konstrukteur bei der Stahl- und Betonbaufirma C. v. Grüber AG in Berlin. Im Sommersemester 1926 legte er an der Technischen Hochschule München die Ergänzungsprüfung für Staatsdienstanwärter ab.
Von Oktober 1926 bis August 1965 war er im Staatsdienst als Beamter bei der Reichsbahn und später der Bundesbahn tätig. Nach dem Referendariat bei der Reichsbahndirektion München wurde er zur Anfertigung seiner Doktorarbeit, die er an der Technischen Hochschule Danzig einreichte, von Herbst 1929 bis März 1930 beurlaubt. Im Juni 1930 wurde er dort mit Auszeichnung zum Dr.-Ing. promoviert. Von April 1930 bis Ende 1933 war er bei der Reichsbahndirektion Ludwigshafen und bis Oktober 1934 bei der Reichsbahndirektion Augsburg als Regierungsbaumeister beschäftigt. Anschließend war er bis Oktober 1937 Hilfsreferent im Oberbaureferat des Reichsverkehrsministeriums in Berlin. Bis Juni 1942 war er Vorstand des Betriebsamtes Stangard in Pommern sowie Oberbaudezernent bei den Reichsbahndirektionen Köln und Danzig. Danach war er bis Mai 1945 als Ministerialrat Leiter der Oberbaudirektion im Reichsverkehrsministerium. Von September 1945 bis Ende 1947 war er bei der Generaldirektion Bielefeld tätig. Von 1948 bis zu seiner Pensionierung 1965 war er Oberbaureferent bei der Hauptverwaltung der Bundesbahn in Frankfurt am Main, ab Ende 1959 als Ministerialdirigent. Nach seiner Pensionierung betätigte er sich noch als Berater für Eisenbahnoberbau.
Im September 1939 habilitierte sich Gerhard Schramm an der RWTH Aachen. Im Juli 1955 wurde er Privatdozent an der Technischen Hochschule Darmstadt. Seit Juli 1963 war er apl. Professor für Eisenbahnbau an der Technischen Hochschule München. Er verfasste sechs Bücher und über 100 Aufsätze in Fachzeitschriften über Eisenbahnbau.

## Auszeichnungen
- Großes Bundesverdienstkreuz, 1969

## Schriften
- Das Abstecken von Gleisbögen nach dem Evolventenverfahren von Nalenz-Höfer. 1929
- Der vollkommene Gleisbogen. 1931
- Die Gestaltung der Gleisbogen als Kurven mit fortlaufend veränderlicher Krümmung. 1931
- Bogengestaltung und Bogenabsteckung. 1949
- Übergangsbögen im Strassenbau (zusammen mit Hans Lorenz und Hugo Kasper), 1949
- Der Gleisbogen – Seine geometrische und bauliche Gestaltung. 1962
- Das Bauzeichnen. 1965
- Einführung in das Oberbauwesen. 1970
- Oberbautechnik und Oberbauwirtschaft. 1973
- Der Bundesbahnoberbau. 1978